# Roxbury (Queens)
Roxbury est un quartier de la municipalité de New York, situé sur la péninsule de Rockaway, dans le Queens, et fondé par des immigrants irlandais au début du XXe siècle. The quartier se trouve juste à l'ouest du Marine Parkway Bridge et jouxte Fort Tilden (en). C'est un territoire privé (inholding (en)) dans les limites de l'unité de Breezy Point de la Gateway National Recreation Area. Le quartier a été très touché par l'ouragan Sandy en 2012.
Roxbury fait partie de la coopérative de Breezy Point, une société privée de propriétaires composée de résidents. Sur les quelque 2.000 maisons que compte la coopérative, Roxbury représente environ 400 d'entre elles. Des vignettes de stationnement spécifiques sont nécessaires pour se garer dans la communauté.
Roxbury, comme d'autres parties de la péninsule de Rockaway, compte une proportion nettement plus importante qu'ailleurs de résidents d'origine irlando-américaine.